# 菲律賓航空
菲律賓航空（Philippine Airlines）是菲律賓的國家航空公司，也是亞洲第一家商業航空公司。其公司總部設在帕赛市，菲律賓航空公司服務國內和國際航班。截至2013年12月，它的航点遍布31個國內機場和41個海外目的地。它的主要樞紐是馬尼拉的艾奎諾國際機場，它被Skytrax評為四星級。
菲律賓富豪陳永栽及生力集團（San Miguel）分別持有菲律賓航空51%、49%股權。

## 航點與目的地
菲律賓航空的國際線包括亞洲、泛太平洋地區和北美洲，每週從馬尼拉飛到舊金山和洛杉磯的航班共8班，也有飛溫哥華和拉斯維加斯。菲律賓航空公司推出電子機票（E-ticket）往返馬尼拉和宿霧，這使得乘客能在旅行時免除机票丟失或被盜的煩惱。目前，菲律賓航空也有提供大部分國內航班，它的國際航線連接马尼拉和北美、澳洲、日本、韓國、中国大陆和台灣等地的國際城市。

### 代碼共享協議
菲律賓航空公司尚未加入任一航空公司聯盟，與以下公司代碼共享：
| - 菲航快運（子公司） - 全日空航空（星空） - 土耳其航空（星空） - 國泰航空（寰宇） - 馬來西亞航空（寰宇） | - 中華航空（天合） - 廈門航空（天合） - 越南航空（天合） - 加魯達印尼航空（天合） | - 澳門航空 - 汶萊皇家航空 - 曼谷航空 - 阿提哈德航空 - 西捷航空 - 夏威夷航空 |

## 機隊

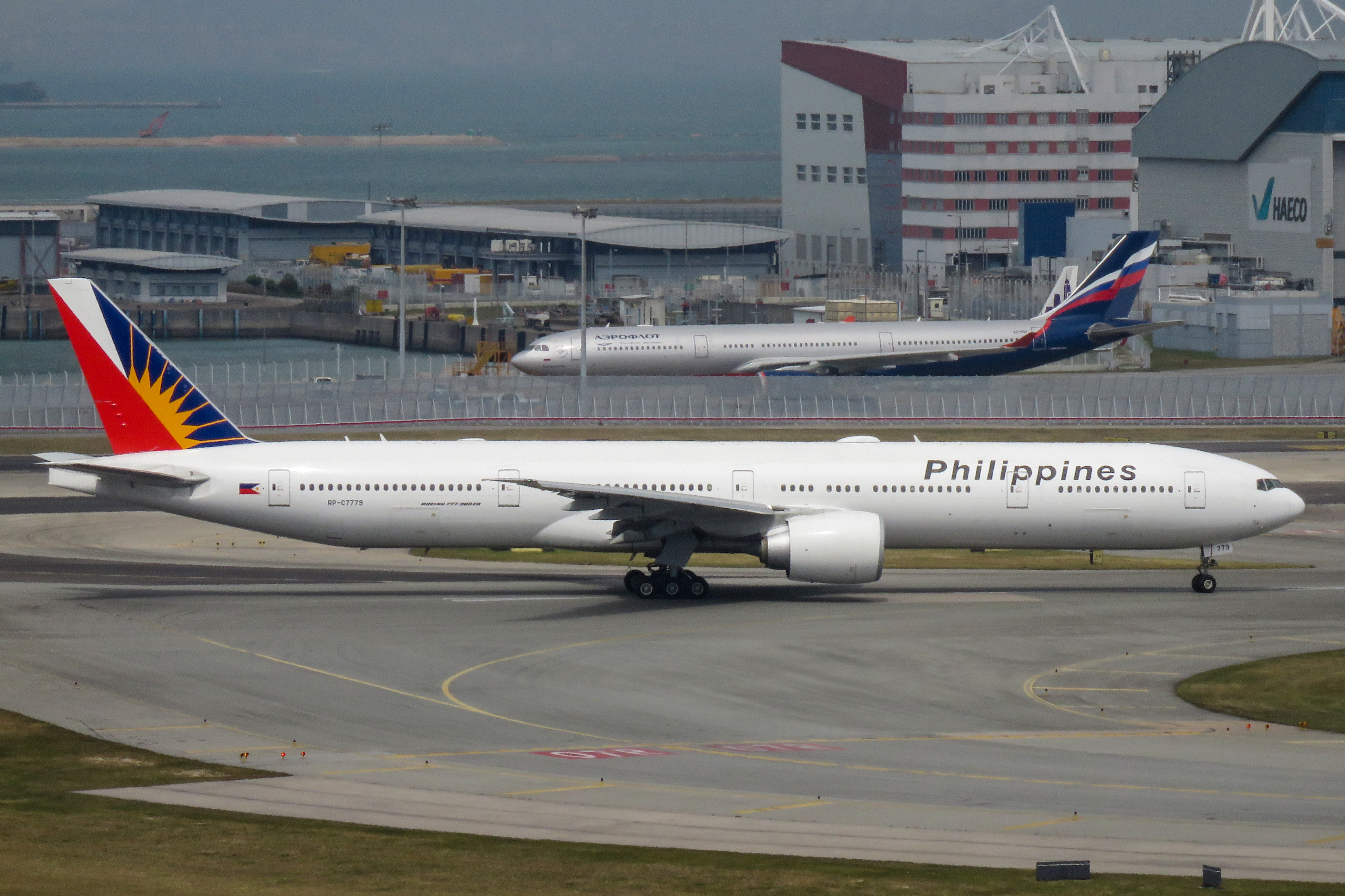
菲律宾航空的波音777-3F6ER客机在香港國際机场

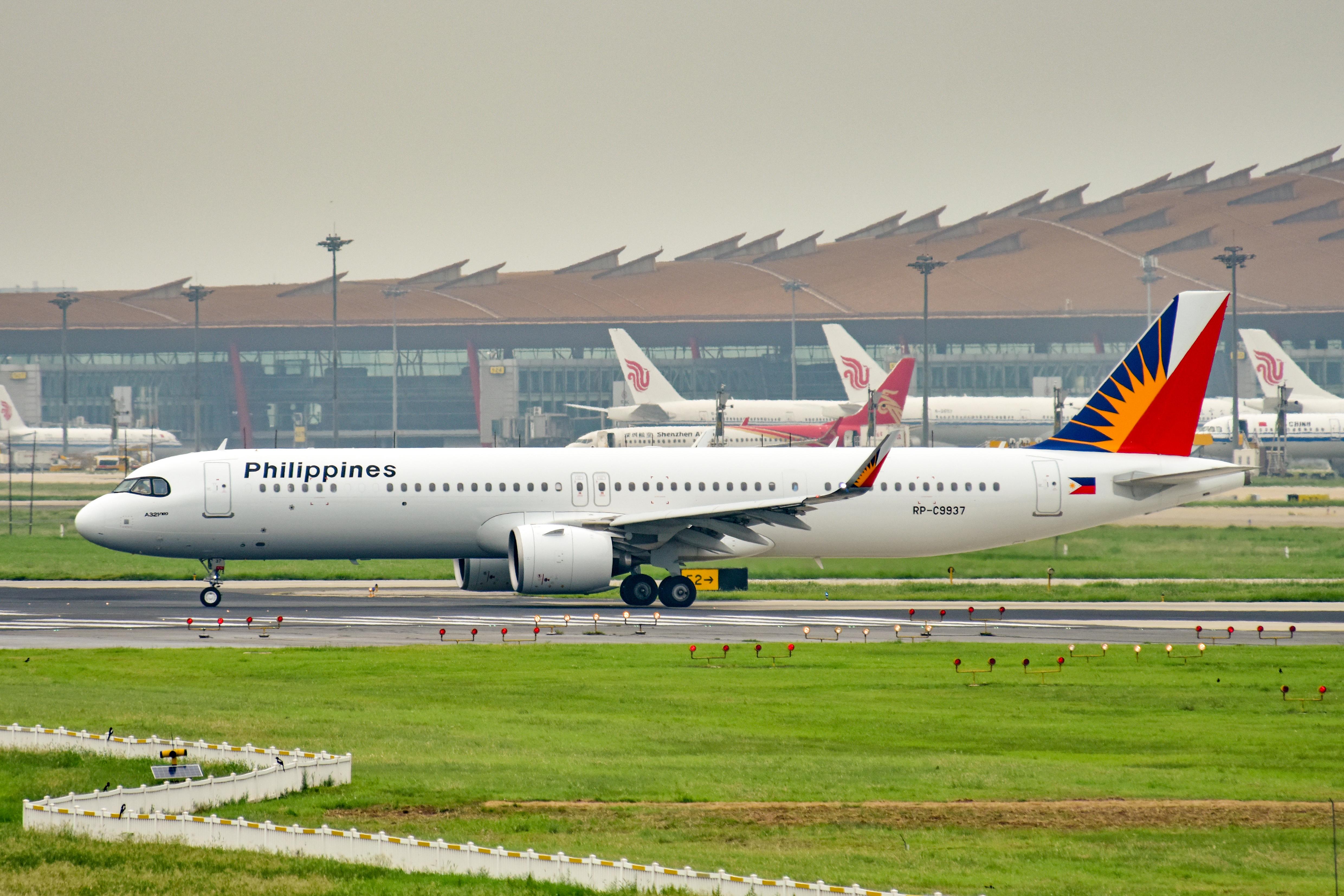
菲律宾航空的空中巴士A321neo客机，摄于北京首都國際机场

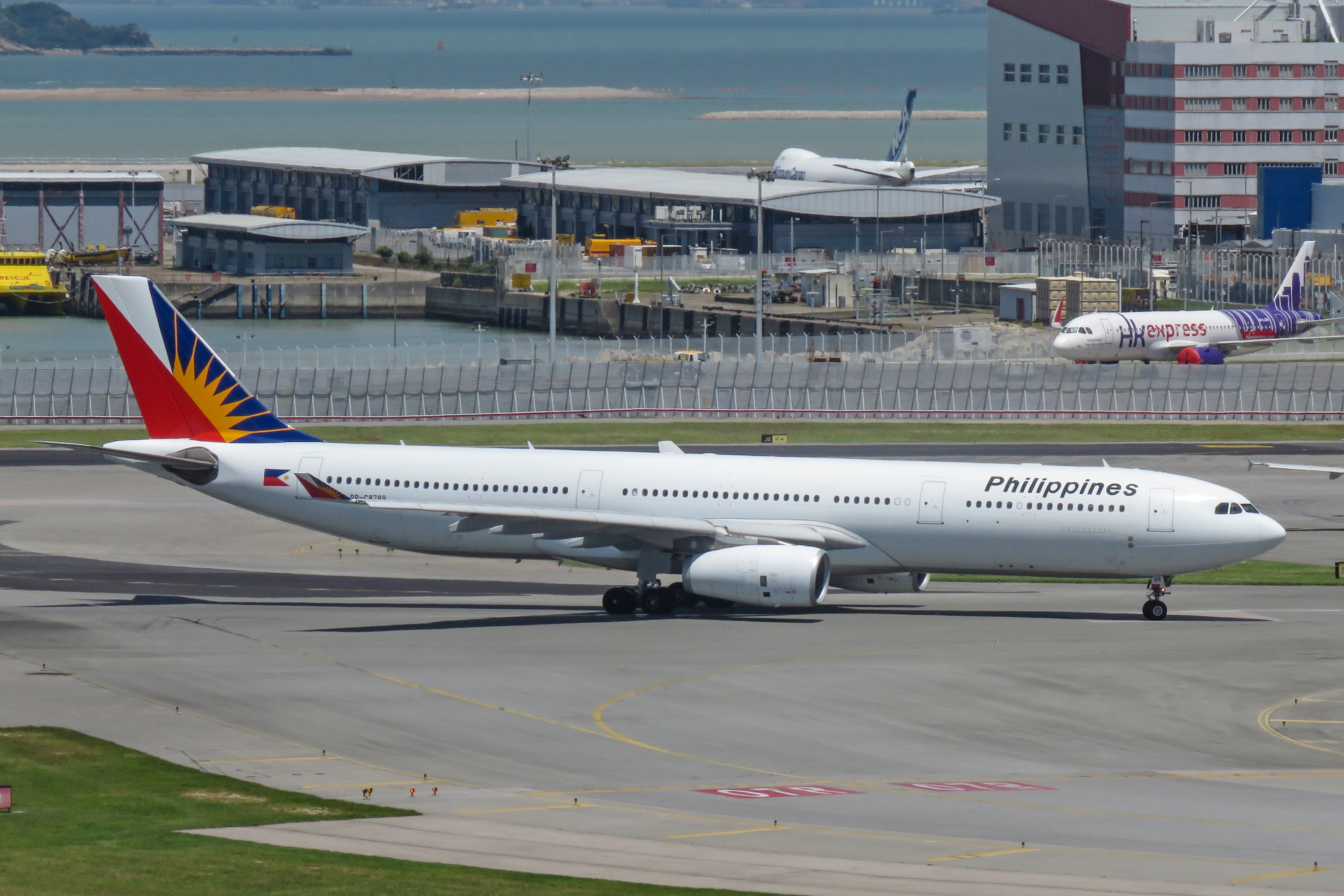
菲律宾航空的空中巴士A330-343

截至2019年4月，菲律賓航空機隊平均機齡為5.2年，擁有以下飛機：

## 空難
- 1949年5月7日航行中的DC-3在空中爆炸。13名乘員全部死亡。
- 1994年12月11日基地組織在菲律賓航空434號班機波音747-200機上放置炸彈，令客機在日本上空爆炸，一名日籍乘客不幸遇難，而航機緊急降落在日本沖繩那霸機場。